# Россия на «Детском Евровидении — 2017»
Россия участвовала на Детском Евровидении — 2017 13-й раз. Тогда представила Полина Богусевич с песней «Крылья». В итоге она одержала победу набрав 188 баллов.

## Участница
Полина Богусевич родилась 4 июля 2003 года. Она участвовала в шоу «Голос Дети». Она попала в команду Димы Билана, но выбыла на этапе поединок. Она также является лауреаткой 2 степени на Детской Новой Волне.

## Перед Детским Евровидением

### Национальный отбор
Во время объявления также было заявлено, что национальный финал состоится в детском лагере "Артек", расположенном на Крымском полуострове. Список из девятнадцати участников-участников был обнародован 17 мая 2017 года, а 28 мая их песни были выпущены с двумя новыми участниками. Шоу было снято 3 июня, а на следующий день оно вышло в эфир на Карусели.

### Финал
Финал национального отбора для отбора участника от России на детском конкурсе песни "Евровидение-2017" был определен путем разделения голосов 50% членов жюри и 50% интернет-голосования. 13-летняя Полина Богусевич победила в финале с песней "Крылья".

## На Детском Евровидении
Конкурс комментировала Липа Тетерич а баллы оглашала Тоня Володина.
Полина Богусевич выступила под номером 13 после Мальты и перед Сербией. По итогу голосовании национального жюри и телеголосования она набрала 188 баллов и одержала победу с отрывом Грузии на 3 балла. Её победа стала второй по счёту.

## Голосование
| баллы                  | Россия отдала          | Россия получила                       |
| ---------------------- | ---------------------- | ------------------------------------- |
| Онлайн-телеголосование | Онлайн-телеголосование | 66                                    |
| 12 баллов              | Грузия                 | Австралия Грузия Македония Португалия |
| 10 баллов              | Армения                | Кипр Беларусь                         |
| 8 баллов               | Беларусь               | Польша Нидерланды Мальта              |
| 7 баллов               | Австралия              | Албания Сербия                        |
| 6 баллов               | Италия                 | —                                     |
| 5 баллов               | Польша                 | Украина Ирландия                      |
| 4 балла                | Нидерланды             | Армения                               |
| 3 балла                | Украина                | —                                     |
| 2 балла                | Албания                | Италия                                |
| 1 балл                 | Ирландия               | —                                     |